# عمار راجعي
عمار راجعي (21 جانفي 1924 - 30 جوان 1960)، مناضل جزائري ولد في المشطاب ببلدية مسكيانة ولاية أم البواقي.

## دراسته
دخل عمار الكتاتيب وحفظ ما تيسر له من القرآن الكريم، التحق بمدرسة الذكور لمدينة مسكيانة التي تحصل فيها على الشهادة الابتدائية باللغة الفرنسية،
واصل دراسته بإكمالية تبسة، وبعد سنتين من التعليم ترك عمار مقاعد الدراسة مرغما لأسباب مادية محضة. عمل عمار رفقة أشقائه في إدارة مزرعة العائلة، وفي الوقت ذاته كان يقرأ ما سقط بين يديه من كتب التاريخ وسير الأبطال والعظماء، ومن الشخصيات التاريخية التي كان معجبا بها. شخصية صلاح الدين الأيوبي، كما كان يلتقط الأخبار والأحداث السياسية داخل الجزائر وخارجها.

## نضال الشهيد
ناضل الشهيد عمار راجعي في صفوف حزب الشعب الجزائري في فترة (1944 -1946) في سرية تامة. واشتغل موظفا بوحدة مناجم الحديد لمدينة الونزة مسؤولا عن المجمع الكهربائي المحلي، كما كان يمارس عمله النضالي في الحزب طبقا لتعليماته وأهدافه. وبعد حل حزب الشعب الجزائري من قبل سلطات الاحتلال الفرنسي، انخرط عمار راجعي في نسخة الحزب الثانية (من أجل انتصار الحريات الديمقراطية سنة 1947) واستمر في نضاله السياسي بالحزب إلى غاية اندلاع الثورة التحريرية المسلحة في نوفمبر 1954، حيث أصبح مناضلا في صفوف الثورة، وقد تم تعيينه مسؤولا عن المنظمة المدنية لجبهة التحرير الوطني بمسكيانة، بدأ عمله بالسرية في التوعية السياسية جاعلا من مسكنه العائلي مركزا لأفراد جيش التحرير الوطني.

## وفاته
استشهد الرائد عمار راجعي في 30 جوان 1960 بالخط المكهرب (شال)، حيث حمله المجاهدون وتم دفنه في قرية (لكواشة) قرب جبل القلب،